# قائمة ملكات الأردن
قائمة ملكات الأردن قائمة للسيدات اللواتي حملن لقب الملكة في الأردن واللاتي كن قرينة ملك المملكة الأردنية الهاشمية منذ أن ارتقت الإمارة إلى مرتبة مملكة عام 1946. وبما أن جميع ملوك الأردن يشترطون بموجب القانون أن يكونوا ذكورًا فلم تكن هناك قط ملكة حاكمة للأردن. يشترط للملك أن يمنح زوجته لقب الملكة بعد انضمامه وزواجهما. خلاف ذلك لديها فقط لقب أقل من الأميرة القرين. زوج أردني واحد فقط لم يحمل لقب الملكة أثناء زواجها.

## قائمة الملكات
|   | صورة | ولدت باسم                | معروفة ب     | تاريخ الميلاد  | تاريخ الزواج   | إستلام لقب ملكة                             | نهاية إطلاق لقب الملكة    | الوفاة                   | الزوج           | مصدر  |
| - | ---- | ------------------------ | ------------ | -------------- | -------------- | ------------------------------------------- | ------------------------- | ------------------------ | --------------- | ----- |
| 1 |      | مصباح بنت ناصر           | الملكة مصباح | 1884           | 1904           | 25 أيار 1946 تحول الأردن من إمارة إلى مملكة | 20 يوليو 1951 وفاة الزوج  | 15 مارس 1961 (76–77 سنة) | عبد الله الأول  | [ 1 ] |
| 2 |      | زين الشرف بنت جميل       | الملكة زين   | 2 أغسطس 1916   | 27 نوفمبر 1934 | 20 يوليو 1951 زوجها أصبح ملك                | 11 أغسطس 1952 تنازل الزوج | 26 أبريل 1994 (77 سنة)   | طلال            |       |
|   |      | دينا بنت عبد الحميد شرف  | الملكة دينا  |                |                |                                             |                           | 21 اغسطس 2019            | الحسين          |       |
|   |      | انطوانيت غاردنر          | منى الحسين   |                |                |                                             |                           | على قيد الحياة           | الحسين          |       |
| 3 |      | علياء طوقان              | الملكة علياء | 25 ديسمبر 1948 | 24 ديسمبر 1971 | 24 ديسمبر 1971                              | 9 شباط 1977 تاريخ الوفاة  | 9 شباط 1977 تاريخ الوفاة | الحسين          |       |
| 4 |      | ليزا الحلبي - نور الحسين | الملكة نور   | 23 أغسطس 1951  | 15 حزيران 1978 | 15 حزيران 1978                              | 7 شباط 1999 وفاة الزوج    | على قيد الحياة           | الحسين          |       |
| 5 |      | رانيا الياسين            | الملكة رانيا | 31 أغسطس 1970  | 10 حزيران 1993 | 7 شباط 1999 أصبح الزوج ملك                  | حتى الان                  | حتى الان                 | عبد الله الثاني |       |

## الورابط الخارجية
- معرض صور ملكات الأردن - التاريخ الأردني